# Ray McGovern
Pour les articles homonymes, voir McGovern.
Raymond McGovern, né le 25 aout 1939 à New York, est un ancien agent de la CIA, devenu un militant politique.
Ray McGovern est notamment connu pour ses positions contre l'intervention américaine en Irak. À sa retraite, McGovern travaille comme commentateur sur les questions de renseignement militaire et, en 2003, il co-fonde le groupe des Veteran Intelligence Professionals for Sanity (en), des anciens combattants américains opposés à l'instrumentalisation des services secrets par le pouvoir politique.

## Biographie

### Enfance et formation
Ray McGovern est né et a été élevé dans le quartier du Bronx à New York. Sorti diplômé avec la mention très bien de l'Université Fordham, il sert dans l'armée américaine de 1962 à 1964 comme officier de renseignement. Il possède également une maîtrise en arts d'études russes de université Fordham, un brevet de théologie de l'université jésuite de Georgetown et un diplôme en management de la Harvard Business School[réf. nécessaire].

### Carrière
Dans les années soixante, McGovern travaille pour la Central Intelligence Agency (CIA) en tant qu'analyste. Il y est chargé de l'analyse de la politique de l'Union des républiques socialistes soviétiques (URSS) vis à vis du Vietnam[réf. nécessaire].
De 1981 à 1985, il est l'un des officiers de renseignement chargé du briefing quotidien du président américain Ronald Reagan, du vice-président George Bush père, du chef d'état-major interarmes, de membres du gouvernement américain et du Conseil de sécurité nationale américain. Par la suite, il est l'un des analystes principaux chargés de la rédaction du President's Daily Brief, le rapport quotidien de la CIA au président George H. W. Bush[réf. nécessaire].
Lors de son départ à la retraite, McGovern est décoré de la Intelligence Commendation Medal (en) par le président George H. Bush, médaille qu'il renvoie plus tard en signe de protestation contre l'utilisation de la torture en Irak.
Il travaille ensuite pour des organisations à but non lucratif basées à Washington, avant de devenir codirecteur de l'école de formation des cadres de la fonction publique dans la capitale fédérale[réf. nécessaire].
Après avoir été admis à la retraite, il constitue le groupe Veteran Intelligence Professionals for Sanity (en), une association d'anciens officiers de renseignement opposés à l'instrumentalisation des services secrets par le pouvoir politique[réf. nécessaire].

### Prises de positions
En diverses occasions, Ray McGovern accuse l'administration Bush d'être impliquée dans les attentats du 11 septembre 2001[réf. nécessaire].
Le 27 juin 2013, McGovern déclare[réf. nécessaire] :

« Je pense, pour le dire de façon la   plus simple, qu'il y a là une opération de dissimulation. Le rapport officiel sur le 11/9 est une plaisanterie. La question est : Qu'est-on en train de dissimuler ? S'agit-il d'une grossière incompétence des pouvoirs publics, d'une grossière négligence, d'un grossier dysfonctionnement ? (...) Il y a à présent une foule de questions sans réponses. Et la raison pour laquelle elles n'ont pas de réponses c'est que l'administration actuelle ne répondra pas à ces questions. (...) Je veux juste réaffirmer ce que Scott Ritter, ancien commandant du Corps des Marines des États-Unis et ancien inspecteur en chef pour la Commission Spéciale en Irak, diligentée par les Nations Unies] disait, et c'est pour moi la base de l'histoire : tout comme Hitler en 1933 a cyniquement exploité l'incendie du parlement, le Reichstag, notre président a procédé exactement de la même manière en exploitant le 11/9. La manière cynique qu'il a eu de jouer sur notre trauma, a utilisé ce trauma pour justifier une attaque, et lancer ainsi une campagne d'agression envers un pays qu'il savait sans aucun lien avec le 11/9. Cela me suffit, je pense que Scott a complètement raison, il s'agit là à n'en pas douter, d'un délit passible d'une mise en accusation[réf. nécessaire]. »